# Calicotome infesta
Calicotome infesta là một loài thực vật có hoa trong họ Đậu. Loài này được (C.Presl) Guss. miêu tả khoa học đầu tiên.

## Hình ảnh

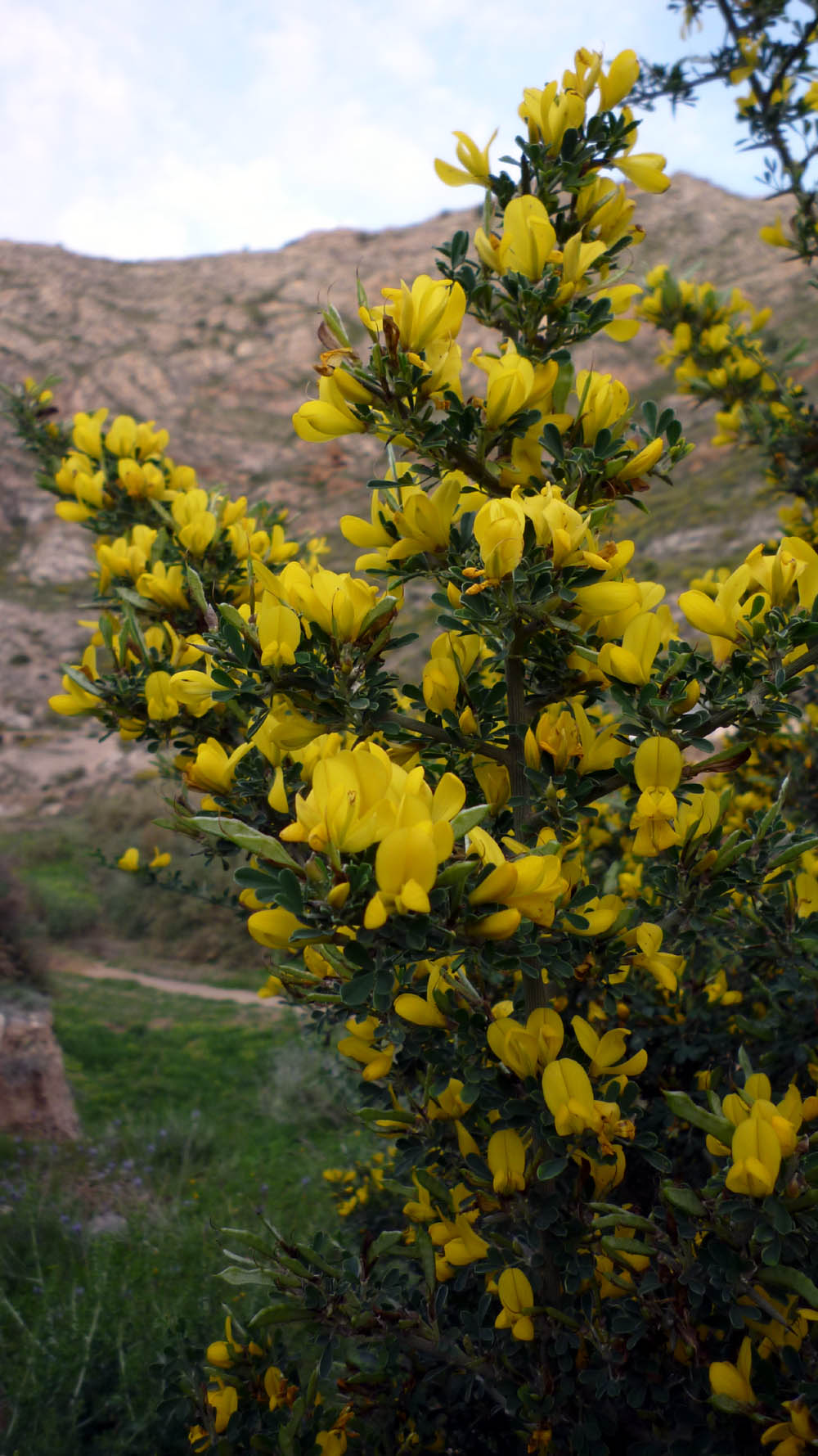